# Kieran Thomas Conry

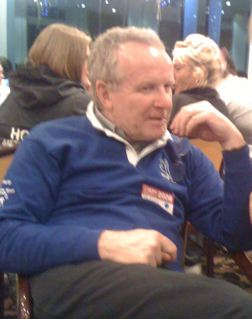
Bischof Kieran Conroy

Kieran Thomas Conry (* 1. Februar 1950 in Coventry, Vereinigtes Königreich) ist ein römisch-katholischer Geistlicher und emeritierter Bischof von Arundel und Brighton.

## Leben

Wappen von Kieran Thomas Conry

Kieran Conry empfing am 19. Juli 1975 das Sakrament der Priesterweihe für das Erzbistum Birmingham.
Am 8. Mai 2001 ernannte ihn Papst Johannes Paul II. zum Bischof von Arundel und Brighton. Der Erzbischof von Westminster, Cormac Kardinal Murphy-O’Connor, spendete ihm am 9. Juni desselben Jahres die Bischofsweihe; Mitkonsekratoren waren der emeritierte Apostolische Pro-Nuntius im Vereinigten Königreich, Erzbischof Bruno Bernhard Heim, und der Erzbischof von Southwark, Michael George Bowen.
Am 27. September 2014 erklärte er, seinen Rücktritt als Bischof eingereicht zu haben, da er seine priesterlichen Weiheversprechen gebrochen habe. Den Rücktritt nahm Papst Franziskus am 4. Oktober desselben Jahres an.